# عبد الرحيم شكيليط
عبد الرحيم شكيليط (14 فبراير 1976 بفاس في المغرب - ) هو لاعب كرة قدم مغربي في مركز الدفاع. شارك مع منتخب المغرب لكرة القدم. أما مع النوادي، فقد لعب مع نادي الرجاء الرياضي ونادي المغرب الفاسي ونادي الوداد الفاسي.

## روابط خارجية
- عبد الرحيم اشكليط على موقع ناشيونال فوتبول تيمز (الإنجليزية)